# Муса Партска
Муса е партска царица, съпруга на партския цар Фраат IV. Тя е майка на сина им Фраат V и по-късно става негова съпруга и съвладетелка. В историята си Йосиф Флавий я нарича с името Термуса или Теа Муса („Богинята Муза“).

## Биография
По рождение робиня от Италия, Муса е подарена на партския цар от римския император Август като част от трибута, който римляните трябвало да платят, за да им бъдат върнати легионерските аквили, пленени от партите при битката при Кара през 53 г. пр. н.е.
Муса се превръща в любимата конкубина на партския цар Фраат IV, който я прави своя законна съпруга под името богинята Муса. Техният син Фраат V е посочен от баща си за наследник на престола. Муса успява да убеди съпруга си да изпрати другите си синове като заложници в Рим. След като отстранили всичките си съперници, през 2 г. пр. н.е. Муса и сина ѝ отровили Фраат IV и завзели властта, която упражнявали заедно, както ги изобразяват и партските монети от това време.
Според Йосиф Флавий, Фраат V се оженил за майка си Муса, което било скандално и отвратило партите. Това станало причина за нов заговор срещу Муса и сина ѝ, които били детронирани и убити, а короната на партското царство преминала у Ород III.